# Veniliornis spilogaster
El carpintero manchado (Veniliornis spilogaster), también denominado carpintero oliva (u oliváceo) manchado (Argentina), carpinterito barrado (Paraguay), carpinterito manchado (Uruguay) o carpinterito de monte (Uruguay),  es una especie de ave piciforme perteneciente al género Veniliornis integrado en la familia Picidae. Habita en selvas, forestas en galería, y bosques húmedos en el este de América del Sur.

## Descripción
Su longitud total es de 17 cm. Ambos sexos son semejantes, aunque el macho posee la corona negra estriada de rojo mientras que en la hembra es negruzca punteada de blanco. En el dorso son oliváceos barrados de ocráceos, presentando en la cabeza líneas blancuzcas notables, tanto sobre los ojos como en la región malar. Frente, cara y garganta blanquecinas, auriculares estriados de negro. El diseño ventral es bataraz, aunque la garganta es estriada.

## Distribución y hábitat
Se distribuye en el sudeste de Paraguay; en el este y sur del Brasil en los estados de: Minas Gerais, Espirito Santo, Río de Janeiro, São Paulo, Paraná, Santa Catarina, y Río Grande del Sur; todo el Uruguay; y en el noreste de la Argentina en las provincias de: Misiones, Corrientes, y Entre Ríos.
 
Sus hábitats naturales son selvas en galería, selvas húmedas subtropicales o tropicales de tierras bajas, selvas húmedas montanas tropicales o subtropicales, y otras zonas boscosas húmedas muy degradadas.

## Comportamiento
Es un ave que vive mayormente solitaria o en pareja, diurna, arborícola, de estratos medios a altos de las selvas y bosques húmedos.  Su vuelo es ondulado y lento. 

### Alimentación
Mientras mantiene su cola apoyada en la corteza, recorre el tronco en busca de insectos, dieta que complementa con frutas.
 Acompaña bandadas mixtas de hábitos esencialmente insectívoros, aprovechando unos pocos frutos como Trema micrantha.

### Reproducción
Inicia la construcción del nido en abril en árboles secos a 6 m del suelo. El macho ya fue visto llevando larvas de insectos al nido en junio. Una pareja fue observada copulando en diciembre. Se vuelve territorial durante la reproducción, agrediendo otras aves que se aproximan del nido. Belton observó que la cópula es en agosto, mientras Voss registró nido en septiembre, ambos en Río Grande do Sul.
Nidifica en huecos que horada en los árboles, donde coloca huevos de color blanco. Acostubra a dormir en estos huecos durante todo el año.

### Vocalización
Marca su territorio con llamados agudos y golpeteos en troncos huecos, la hembra responde con una secuencia de golpeteos más corta y baja.

## Sistemática

### Descripción original
La especie V. spilogaster fue descrita originalmente por el naturalista alemán Johann Georg Wagler en el año 1827, bajo el nombre de: Picus spilogaster, con localidad típica: «Brasil y Paraguay.».

### Taxonomía
Es monotípica. 